# Rio Serchio

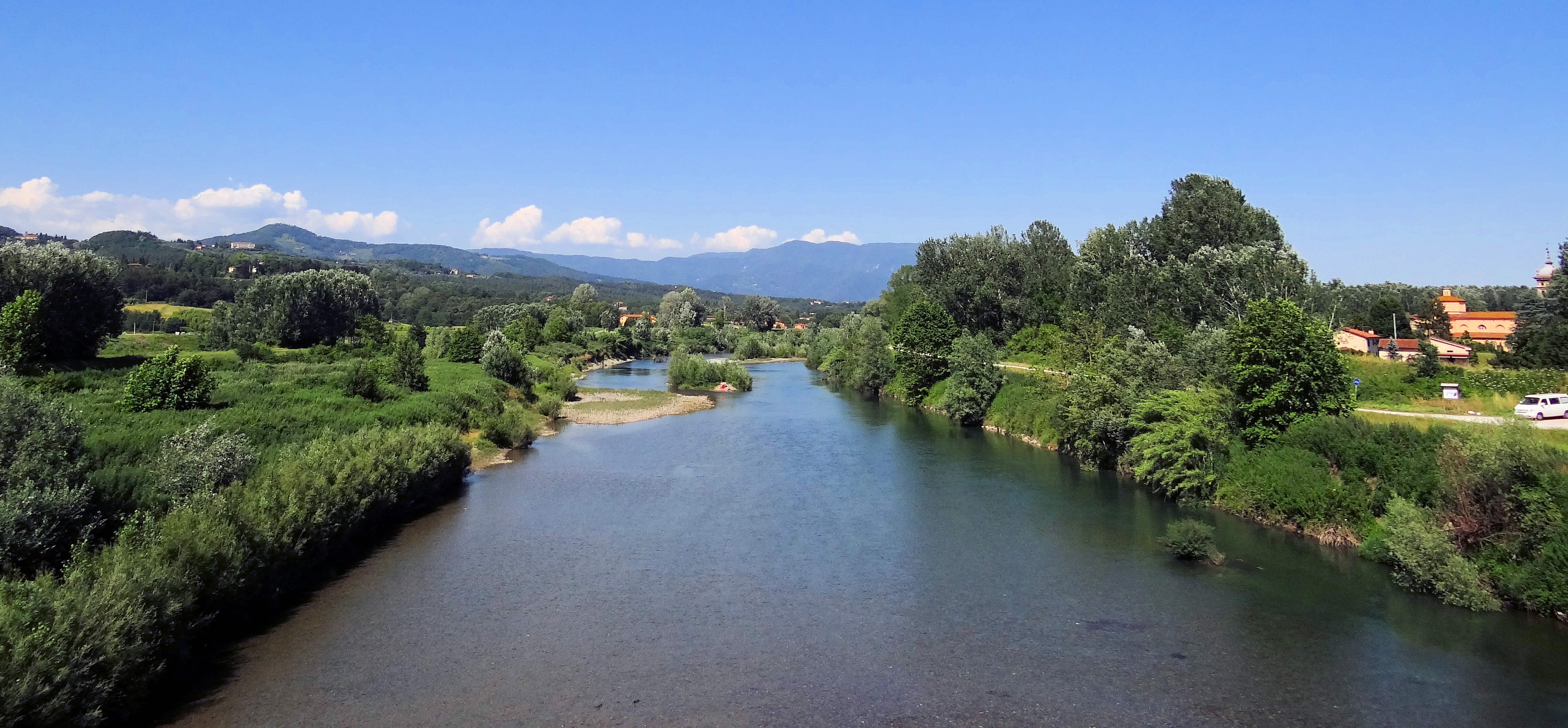

O rio Serchio é o terceiro mais extenso curso de água da região da Toscana, na Itália com 126 km de comprimento, menor apenas que o rio Arno (242 km) e o rio Ombrone (161 km). Ele nasce nos Apeninos e desemboca por mar Lígure.